# 2022年至2023年歐洲女子冠軍聯賽
2022–23年歐洲女子冠軍聯賽是歐洲女子足球俱樂部的第22個賽季，以及第14個歐洲女子冠軍聯賽賽季。2022-23賽季歐洲冠軍聯賽的獲勝者將自動獲得2023–24年歐洲女子冠軍聯賽的小組賽的資格，這將是第三個以16支球隊為分組賽的賽季。

## 協會分配
- 協會1-6每個都有三支隊伍。
- 協會7–16每個都有兩支球隊參賽。
- 所有其他協會，如果它們進入，則每個都有一個小組資格。
- 如果2021–22年歐洲女子冠軍聯賽的獲勝者沒有通過國內聯賽獲得2022–23年度歐洲冠軍聯賽的參賽者的資格，則會獲得額外的參賽資格。